# Log canoe

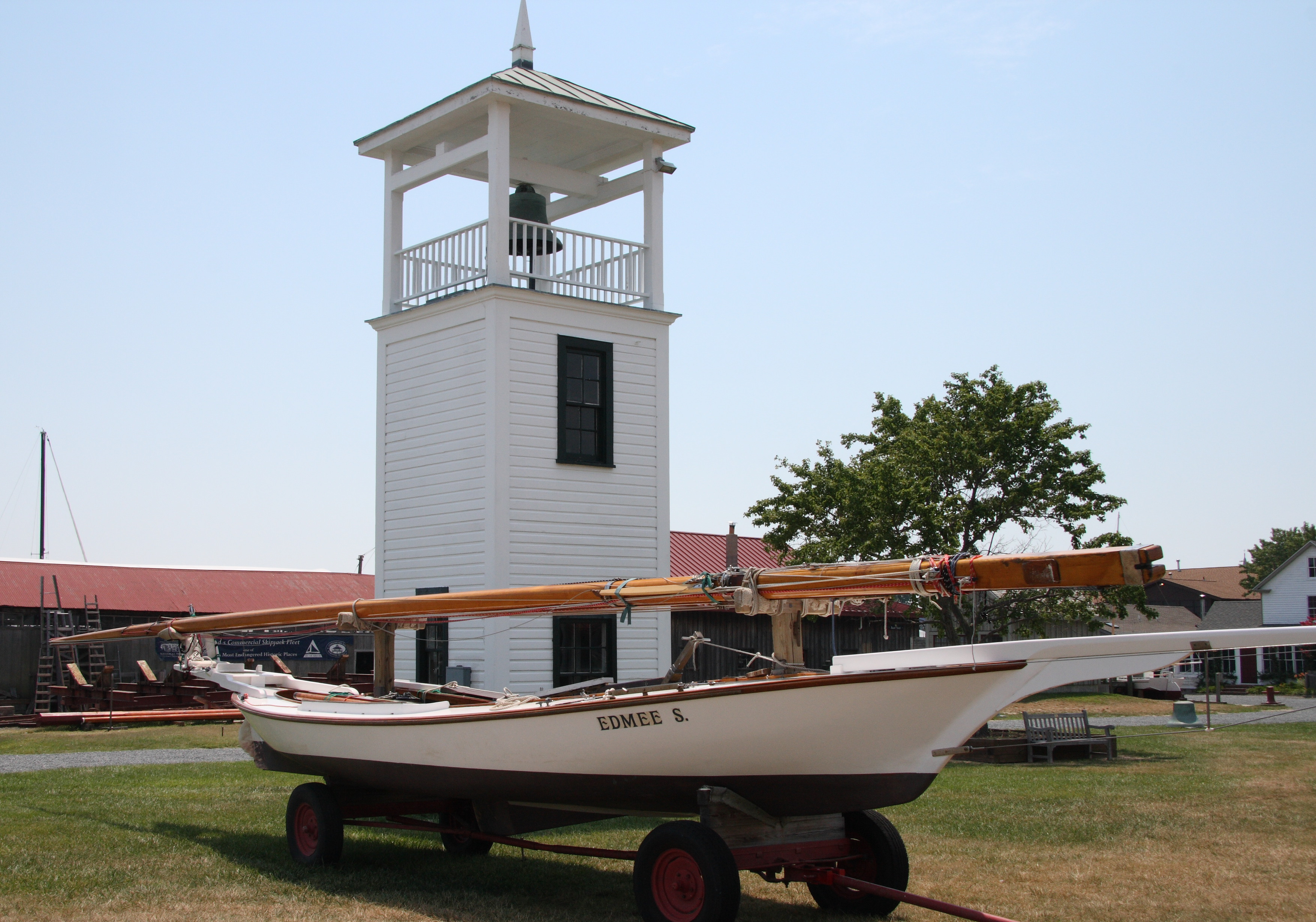
Le Log Canoe Edmee S. au musée maritime de la baie de Chesapeake

Le log canoe est un type de voilier développé dans la baie de Chesapeake pour le dragage des huîtres. Basé sur la pirogue, c'était le principal bateau de pêche traditionnel de la baie jusqu'à ce qu'il soit remplacé par le bugeye et le skipjack comme bateau ostreicole. Cependant, il est surtout connu comme voilier de course et des courses continuent d'avoir lieu.

## Historique
L'histoire du canot en rondins est étroitement liée au développement de l'industrie ostréicole dans la baie. À l'époque d'avant la puissance, le canot en rondins était une embarcation peu coûteuse qui pouvait être assemblée sans avoir recours aux constructeurs de bateaux ; avant que la drague ne soit légale en 1865, le canot en rondins suffisait aux besoins des pêcheurs d'huîtres. Il n'avait pas la puissance de traction nécessaire au dragage, cependant, sa construction en rondins a été combinée aux caractéristiques d'autres navires pour former les premiers bugeyes, un navire beaucoup plus grand et plus puissant. Au fur et à mesure que le moteur devenait disponible, les bateliers qui ne draguaient pas ont progressivement abandonné la puissance de la voile ; aussi, les approvisionnements en bois convenable s'épuisèrent peu à peu. Les canots en rondins étaient souvent convertis au moteur, et les nouveaux bateaux de travail (comme le Chesapeake Bay deadrise (en)) étaient motorisés dès le départ et utilisaient une construction à ossature au lieu de rondins.
Au cours de la même période, cependant, les courses de log canoe sont devenues un sport semi-formel et les bateaux ont commencé à être construits spécialement pour la course. À partir de 1885, divers clubs et associations parrainent des courses organisées. Cela continue jusqu'à nos jours, et des canots de course ont été construits aussi récemment qu'en 1974.

### Construction de coque

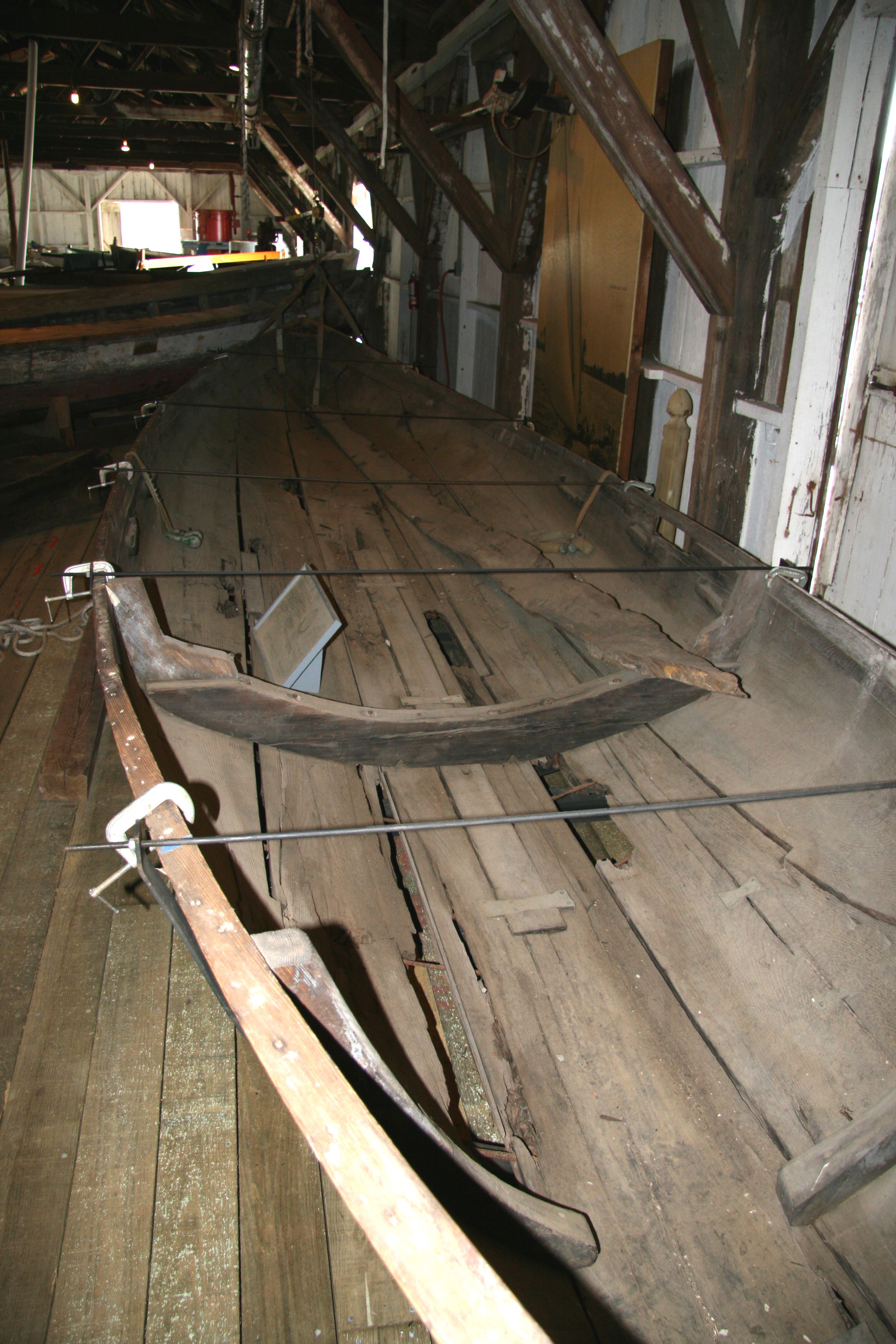
Coque de log canoe montrant sa construction (Chesapeake Bay Maritime Museum)

Ce bateau typique est construit de trois à neuf rondins reliés dans le sens de la longueur et sculptés pour former la partie inférieure de la coque. Une hauteur supplémentaire est obtenue avec des pièces plus petites assemblées et jointes aux bûches les plus à l'extérieur. La coque résultante est à la poupe pointue et peu profonde, et une dérive est ajoutée perçant le rondin central en guise de quille.
Les détails de construction, en particulier à l'étrave et à l'arrière, variaient dans la région. De plus, les constructeurs de bateaux de Virginie n'utilisaient pas de modèles, alors que la plupart des constructeurs du Maryland partaient d'un demi-modèle de la coque. Les canots en rondins survivants ont une longueur de 27 à 35 pieds sur le pont.

## Exemplaires existants
- Le buyboat F.D. Crockett de 1849 au Deltaville Maritime Museum en Virginie [1].
- Le Silver Heel [2] de 1902, à Chesterton
- l'Edmee S. des années 1930, au Chesapeake Bay Maritime Museum

## Galerie

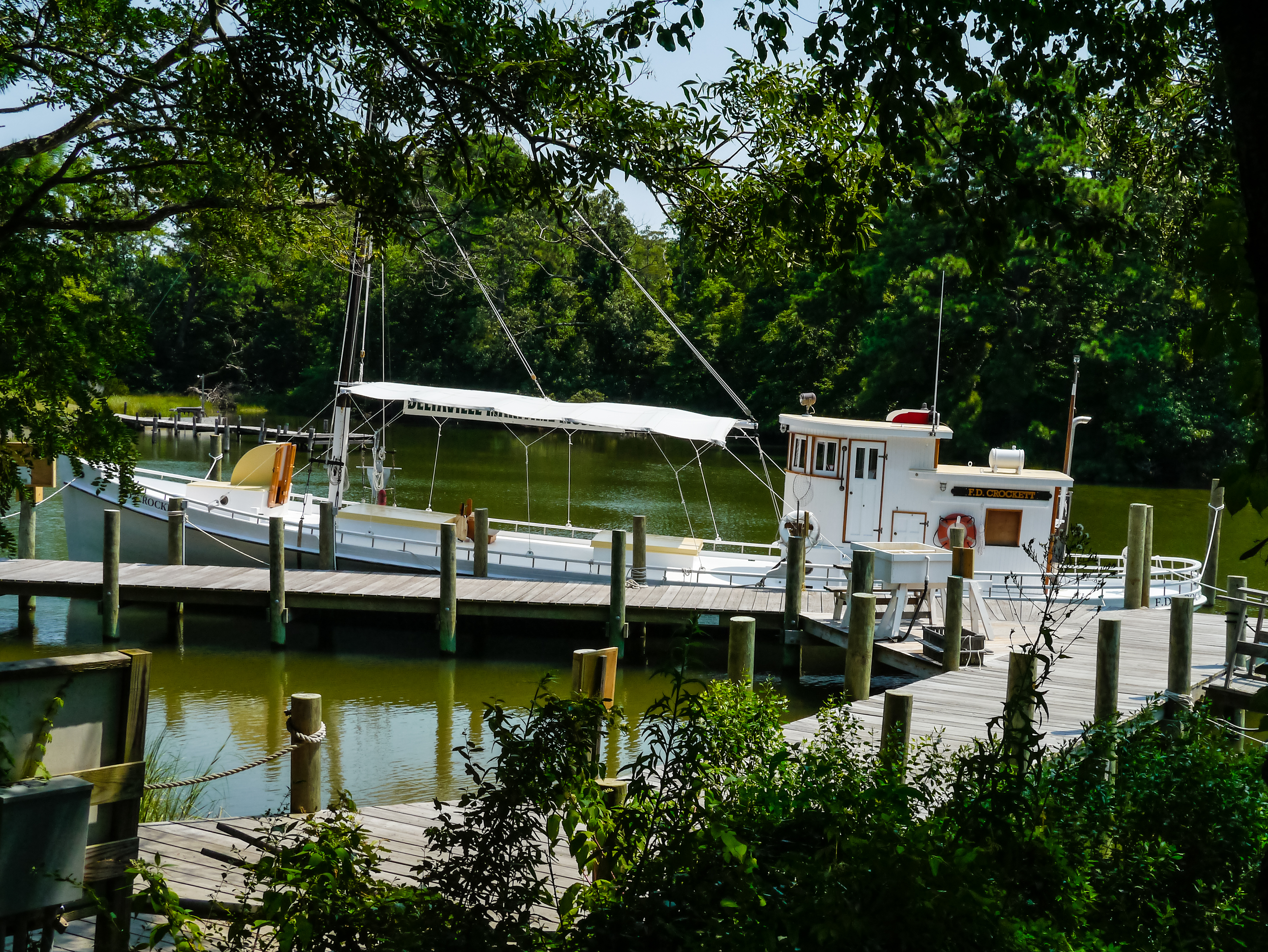
Le F.D. Crocket
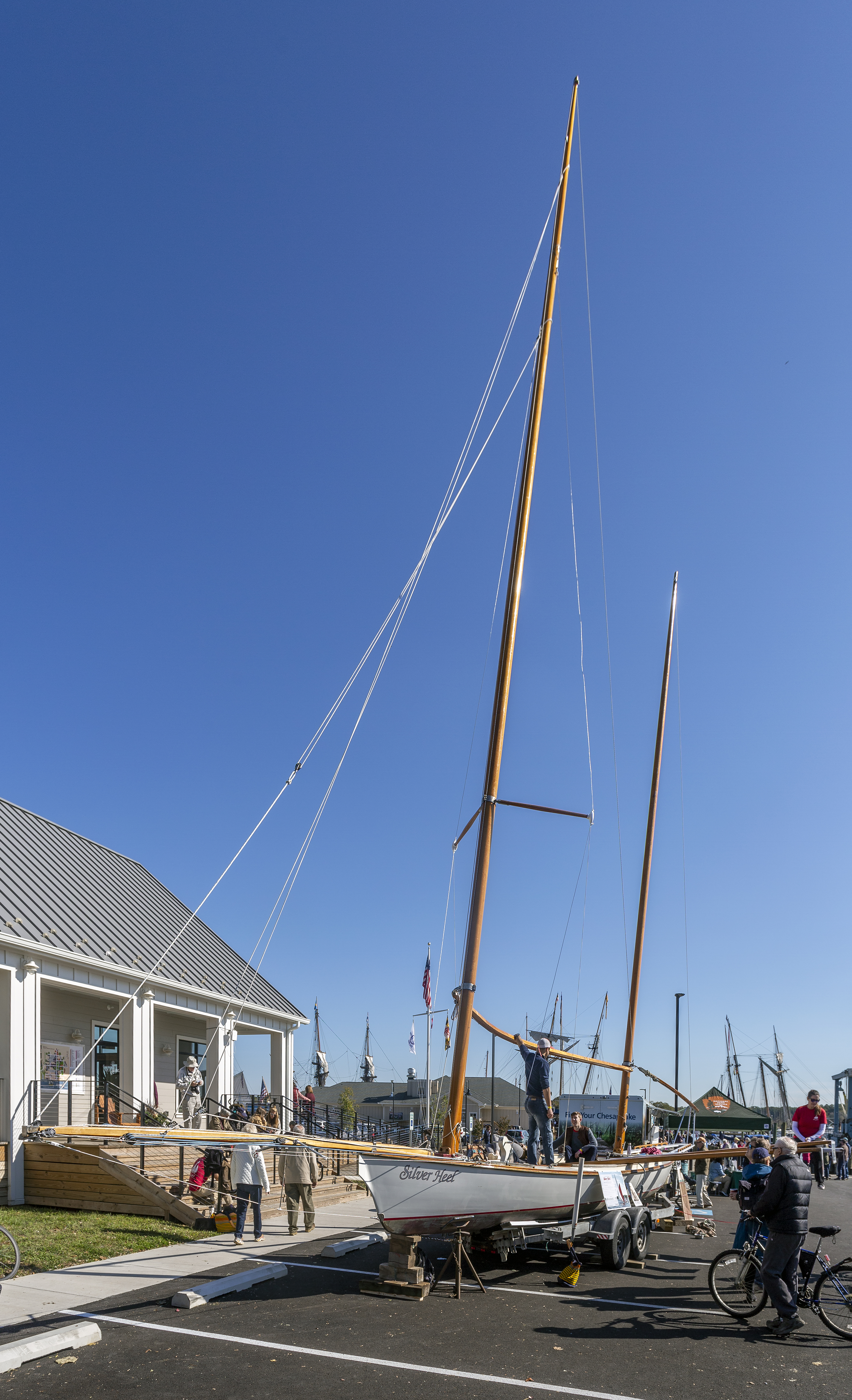
Le Silver Heel
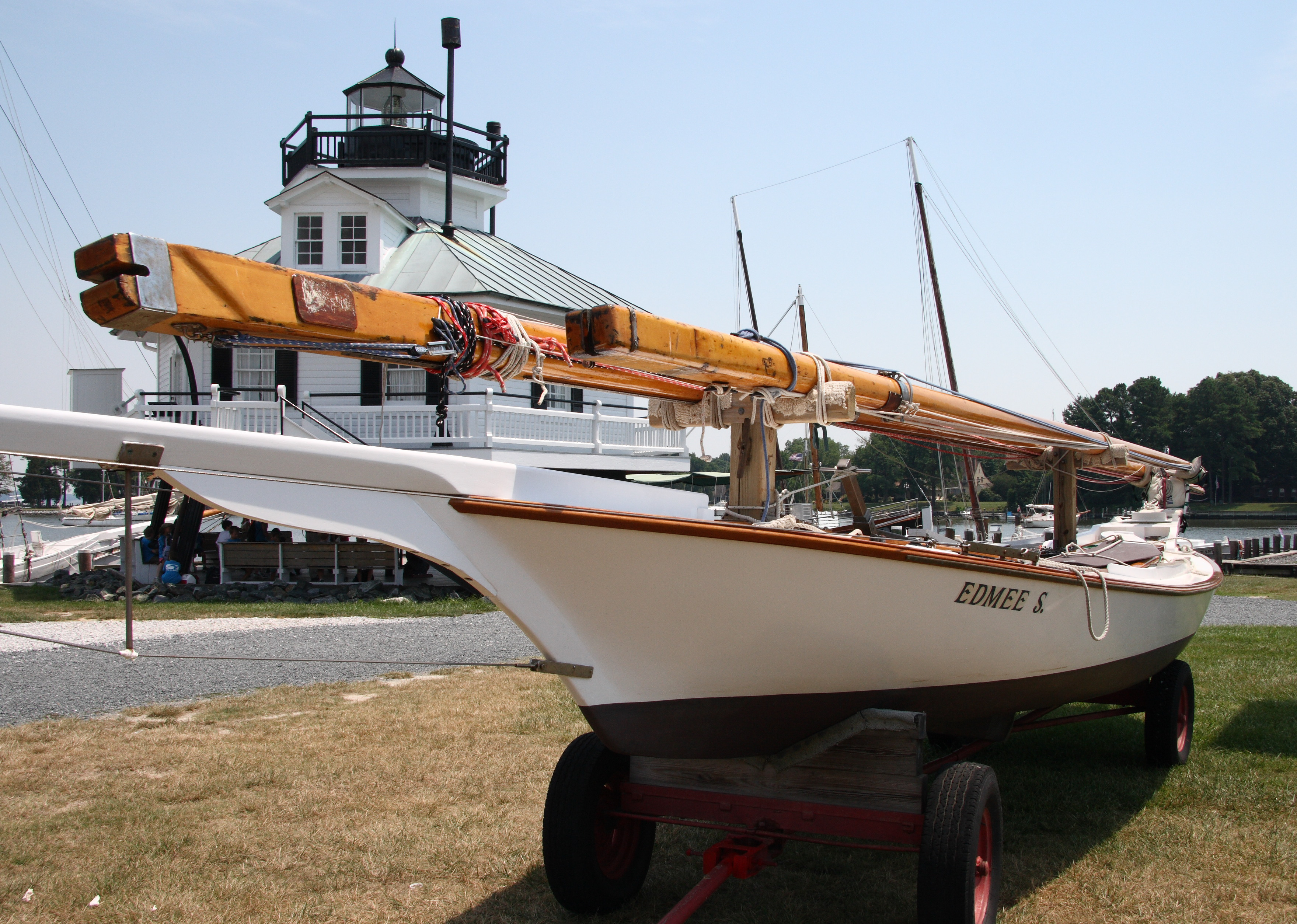
Edmee S.